# Podzemna železnica
Podzémna želéznica ali metró je oblika železniškega množičnega javnega prevoza. Običajno je vsaj del tirov postavljen v predore, ki so izkopani pod mestom in se temu zato reče podzemna železnica. Ponekod (npr. v Chicagu) je metro na dvignjenih tirnicah nad tlemi, zato se temu reče tudi dvignjena železnica.

## Definicija in poimenovanje
Ena od definicij pravega metrojskega sistema ali sistema podzemne železnice je naslednja:
1. urbani, električni množični transportni sistem
2. popolnoma neodvisen od drugega prometa
3. z veliko pogostostjo prevozov

Definicija izraza metro in podzemna železnica se razlikuje od jezika do jezika. V nekaterih jezikih, pa tudi mestih oba izraza pomenita isti sistem, drugje se šteje izraz metro za celotni sistem takšnega železniškega prevoza, podzemna železnica pa le kot podzemni del tega sistema. V slovenščini izraz podzemna železnica označuje celoten metrojski sestav, tako podzemni kot nadzemni. Germanski jeziki večinoma uporabljajo izraz podzemna železnica (subway, underground, U-Bahn), večina drugih jezikov pa izraz metro.
Seznam sistemov podzemne železnice prikazuje imena in vrste teh sistemov po svetovnih mestih.
V večjih mestnih območjih se sistem podzemne železnice razteza le do mej centralnega mesta oziroma do njegovega notranjega območja predmestij. Druga predmestja so dosegljiva z ločenim omrežjem regionalne železnice. Primestni vlaki običajno dosegajo večje povprečne hitrosti, ker so postajališča bolj razmaknjena, vendar pa delujejo manj pogosto, včasih celo samo ob konicah. Včasih so zaradi političnih razlogov ti sistemi ločeni in jih upravljajo različne družbe, ki ne sodelujejo z upravo mestnega prevoza.
Nekatere primestne železnice so bile sprva zgrajene tako, da delujejo samo v smer od končne mestne postaje, vendar pa so bile nekatere razširjene skozi mestno središče (pogosto v predoru). S tem, ko opravi več postajališč v mestu, lahko primestnim potnikom ponudi izbiro ter omogoča uporaben prevoz po mestu. Značilen primer je pariški sistem RER, kjer je bilo kar nekaj predmestnih prog, ki tečejo v nasprotne smeri, povezanih s prehodnimi progami skozi mesto. Ponujajo pogosto frekvenco prevozov, po mestu pa velja isti cenik kot za sistem pariškega metroja, vsota vsega pa je učinkovito integrirano omrežje. V nemško govorečih deželah se podobnemu sistemu reče S-Bahn.
Ponekod, npr. v San Franciscu ali pa Washingtonu, je sistem podzemne železnice razpreden v predmestja in tako učinkovito deluje kot regionalna železnica. Kjer so sistemi ločeni, je podzemna železnica samozadostna storitev s svojimi tiri in postajami in tehnološko nezdružljiva z ostalo železnico. Primestne železnice pa pogosto uporabljajo skupne tire in postaje z medmestnimi vlaki (običajno je to vodila kar ista družba, kar pa danes ni več pogosto) in so predmet istih standardov in pravil. So pa tudi izjeme: nekatere proge londonske Underground si delijo tire s primestno železnico. Ponekod so bile proge podzemne železnice razširjene tako, da uporabljajo obstoječe proge regionalne železnice.

## Pomen in funkcija
Podzemna železnica lahko prevaža veliko število potnikov, sam sistem pa je pogosto hrbtenica javnega transportnega omrežja večjega mesta.
Večina podzemnih sistemov je namenjenih za potniški prevoz, nekatera mesta pa so zgradila tudi podzemne tovorne ali pa poštne proge. Primera sta tovorna podzemna železnica v Chicagu in poštna železnica v Londonu, ki pa ne obratujeta več. Med hladno vojno je bila pomembna funkcija nekaterih sistemov podzemne železnice tudi zaščita pred morebitnim jedrskim napadom.
Sistemi podzemne železnice so bili dostikrat uporabljeni za prikaz gospodarskih, družbenih in tehnoloških dosežkov nekega naroda, predvsem v Sovjetski zvezi in drugih socialističnih državah. Podzemni železnici v Moskvi in Sankt-Peterburgu se s svojimi marmornatimi stenami, zloščenimi granitnimi tlemi in čudovitimi mozaiki sta med najlepšimi na svetu. Sodobne postaje podzemne železnice v Rusiji se še vedno gradijo z občutkom za videz.

## Zgodovina
Leta 1844 je bil odprt predor Atlantic Avenue na železnici Long Island, ki je potekal v dolžini 500 metrov pod ulicami Brooklyna (ki je danes del mesta New York v ZDA). Čeprav ta predor nekateri imenujejo kot najstarejši predor podzemne železnice, ta ni imel postaj in se je uporabljal tako za primestne kot medmestne vlake.
Prva prava proga podzemne železnice je bila Metropolitanska železnica v Londonu, odprta leta 1863. Uporabljala je parne lokomotive, izdelane tako, da so kondenzirale paro, saj ni bilo na voljo nobenega boljšega pogona. Ta železnica je takoj požela velike uspehe in kmalu so zgradili več podaljškov. »Metropolitanka« je postala pomemben del londonskega sistema podzemne železnice. Pogon s paro so ukinili leta 1905.
Prva globoka proga podzemne železnice je bila odprta leta 1890 med središčem in jugom Londona. Ker je bilo delovanje parnih lokomotiv tako globoko pod površjem nesmiselno, je bil izbran kabelski vlečni sistem. Vendar pa so med gradnjo proge odgovorni sklenili preskusiti električne lokomotive, kar se je izkazalo za najboljšo rešitev. Tako je ta proga postala prva podzemna električna železnica in prva pomembna električna železnica nasploh. Tudi ta proga je še danes del londonske Underground.
Prva podzemna železnica v celinski Evropi je bila dokončana v Budimpešti na Madžarskem leta 1896 po samo dveh letih gradnje. Proga je potekala med postajama Vörösmarty tér v mestnem središču in Széchenyi fürdő. To je bila tudi prva elektrificirana železnica na evropski celini. Glasgowska podzemna železnica je bila odprta isto leto, vendar je uporabljala kabelski vlečni sistem do leta 1935.
Prva proga pariškega metroja je bila odprta leta 1900. Njeno ime je bilo Chemin de Fer Métropolitain, kar je neposreden prevod londonske Metropolitanske železnice. Ime so kasneje skrajšali na métro, to besedo pa si je kasneje sposodilo mnogo jezikov.
Najstarejši podzemni sistem v ZDA je v Bostonu, in sicer proga Green Line, zgrajena leta 1897. Kasnejše proge so imele že prave vlake namesto tramvajev. Newyorška podzemna železnica, ki je postala največja na svetu (po nekaterih merilih), je odprla svoj prvi odsek šele leta 1904.
Najstarejša podzemna železnica na južni polobli je bila odprta leta 1913 v Buenos Airesu, Argentina, ki je tudi najstarejša podzemna železnica v Latinski Ameriki in celotnem špansko govorečem svetu.
Najstarejša proga podzemne železnice v Aziji je proga Ginza v Tokiu, odprta leta 1927. Danes imajo vsa večja japonska mesta proge podzemne železnice.
Podzemna železnica Toronta iz leta 1954 je bila prva, ki je nadomestila cestne poti. Toronto je bil tudi prvi, kjer so se začela uporabljati aluminijaste vagone, kar je zmanjšalo stroške.

## Vlaki metroja
Sistemi podzemne železnice uporabljajo enak sistem kot prave železnice ali pa uporabljajo manjše predore, kar omejuje velikost in včasih tudi obliko vlakov, (v Londonu se vlaku podzemne železnice reče tudi tube train ali vlak v cevi). Vozni park je zgrajen posebej za ta namen ali pa se uporabi vozni park mestne železnice. Vlaki običajno ustavljajo zelo pogosto, da lahko potniki vstopajo in izstopajo čim bližje želenemu cilju.

## Vozniki in avtomatizacija
Običajno vlake podzemne železnice upravljajo ljudje, vendar pa že obstajajo samodejni vlaki, npr. v Londonu (proga Victoria), Singapurju in Parizu. To ni nova iznajdba, saj vlaki na progi Victoria samodejno tečejo že od leta 1968. Vendar pa je običajno upravljavec še vedno v kabini v ospredju vlaka.
Leta 1983 so v Lillu v Franciji uvedli sistem VAL (véhicule automatique léger, tj. »samodejno lahko vozilo«), ki je prvi podzemni sistem na svetu brez voznika in brez upravljavca v kabini spredaj. Sledil je podoben sistem v Toulousu v letu 1993 (za sedaj samo ena proga, druga bo odprta leta 2007). Druge proge brez voznika so še proga 14 (Meteor) pariškega metroja, lahka mestna železnica Docklands (1987) v Londonu ter singapurska proga North East MRT (2003), ki je tudi prva popolnoma avtomatizirana proga navadne železnice.

## Gradnja podzemne železnice
Gradnja podzemne železnice je zelo drag projekt, ki se pogosto izvaja zelo dolgo. Obstaja več načinov izdelave predorov. Eden od teh je način izkopa in zasutja, kar pomeni, da se prekopljejo ulice, nato zgradi dovolj močna predorska cev, nato pa vse skupaj zasuje in se znova zgradi cestišče. Ta metoda (uporabljena v večini podzemnih delov, ki so zelo blizu površju) zahteva obsežne prestavitve raznih vodov, kot so telefonski in električni, cevi vodovoda in plinovoda ter kanalizacije. Strukture so običajno narejene iz betona, pogosto skupaj z jeklenimi stebri. Najstarejši sistemi še uporabljajo opeko in lito železo. Nekatera ameriška mesta, kot so Cincinnati in Rochester so bila sprva zgrajena okoli vodnih kanalov. Ko je železnica zamenjala kanale, so v neuporabljene kanale postavili podzemno železnico in jih nato zasuli. Tako prestavitve vodov niso bile potrebne, pa tudi gradnja je potekala veliko lažje.
Drug način je izkop z začetnim navpičnim jaškom, nato pa izkopavanje v vodoravni smeri, pogosto s predorskim ščitom. Tako se gradnja izogne motnjam na obstoječih ulicah, zgradbah in vodih. Zato pa so pogostejše težave s podtalno vodo, vrtanje skozi skalo pa včasih ni mogoče brez razstreljevanja. Prvo mesto, ki je v večji meri uporabljalo izkop globokih predorov, je bilo London, kjer pa je debel sloj gline večinoma preprečeval večje težave. Omejen prostor v predoru tudi omejuje uporabljeno strojno opremo, zato danes obstajajo tudi predorski vrtalni stroji, ki olajšajo ta dela. Slabost tega je, da je tak izkop predora bistveno dražji od gradnje z izkopom ali zasutjem, nivojske gradnje ali dvignjene gradnje.
Najgloblja podzemna železnica je bila zgrajena v Sankt-Peterburgu v Rusiji. V tem mestu, ki je zgrajeno na barju, se začnejo trdna tla šele 50 metrov globoko in več. Nad to globino je zemljina sestavljena iz vodonosnega finega peska. Zaradi tega so samo tri od skoraj 60 postaj zgrajene blizu površja, tri pa na njem. Večina postaj leži zelo globoko, tudi okoli 100 metrov pod površjem. Vendar pa ni jasno, katera je najgloblja postaja na svetu. Možni kandidati so:
- postaje Admiraltejskaja, Proletarskaja in Komendantskij Prospekt v Sankt-Peterburgu
- postaja Arsenalnaja v Kijevu, Ukrajina (zgrajena pod hribom)
- postaja Park Pobedi v moskovskem metroju (zgrajena pod hribom)
- postaja Puhung v Pjongjangu, Severna Koreja (Pjongjanški metro je zgrajen tudi za namen atomskega zaklonišča)

Ena od prednosti globokih predorov je tudi, da je lahko njihov niveletni profil med postajami podoben kotanji, ne da bi zaradi tega bila gradnja bistveno dražja. S tem načinom, ko so postaje postavljene na »grbine«, se izkoristi gravitacija, ki pomaga pri pospeševanju vlaka s postaje in pri zaviranju vlaka na naslednji postaji. To se je uporabljalo že leta 1890 pri londonski Underground ter še v mnogih drugih mestih.
Sistemi podzemne železnice so zelo različni. Večina jih teče na jeklenih kolesih in tirnicah, precej modernejših sistemov pa uporablja gume v betonskih koritih (Montrealski metro je bila prva čista podzemna železnica na gumah). Energija se običajno dovaja preko tretje tirnice (New York), nekateri sistemi pa uporabljajo dve tirnici pod napetostjo (London) ali pa nadtirne žice (Madrid). Nekateri sistemi uporabljajo lahka tirna vozila, drugi tramvaje, tretji pa vmesno varianto.
Zaradi zapletenosti gradnje in delovanja morajo biti sistemi podzemne železnice stalno nadzorovani, prav tako pa so potrebne investicije, da se izognemo nesrečam, ki lahko terjajo zelo veliko življenj.